# Mithraculus sculptus
Mithraculus sculptus är en kräftdjursart som först beskrevs av Jean-Baptiste Lamarck 1818.  Mithraculus sculptus ingår i släktet Mithraculus och familjen Mithracidae. Inga underarter finns listade i Catalogue of Life.

## Bildgalleri

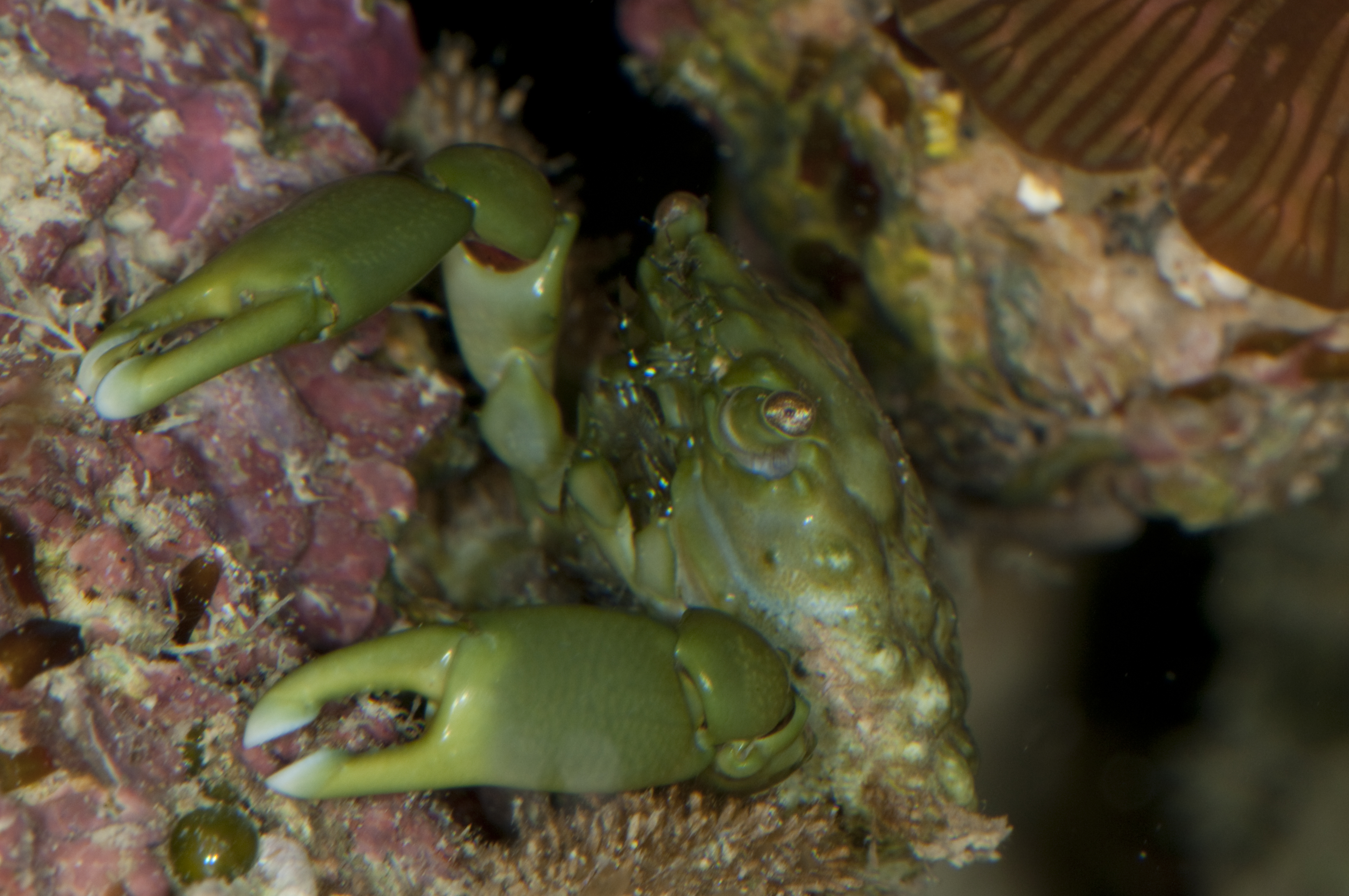